# Maisoncelle-Tuilerie
Maisoncelle-Tuilerie é uma comuna francesa na região administrativa de Altos da França, no departamento de Oise. Estende-se por uma área de 7,72 km². Em 2010 a comuna tinha 303 habitantes (densidade: 39,2 hab./km²).